# HF120 (エンジン)

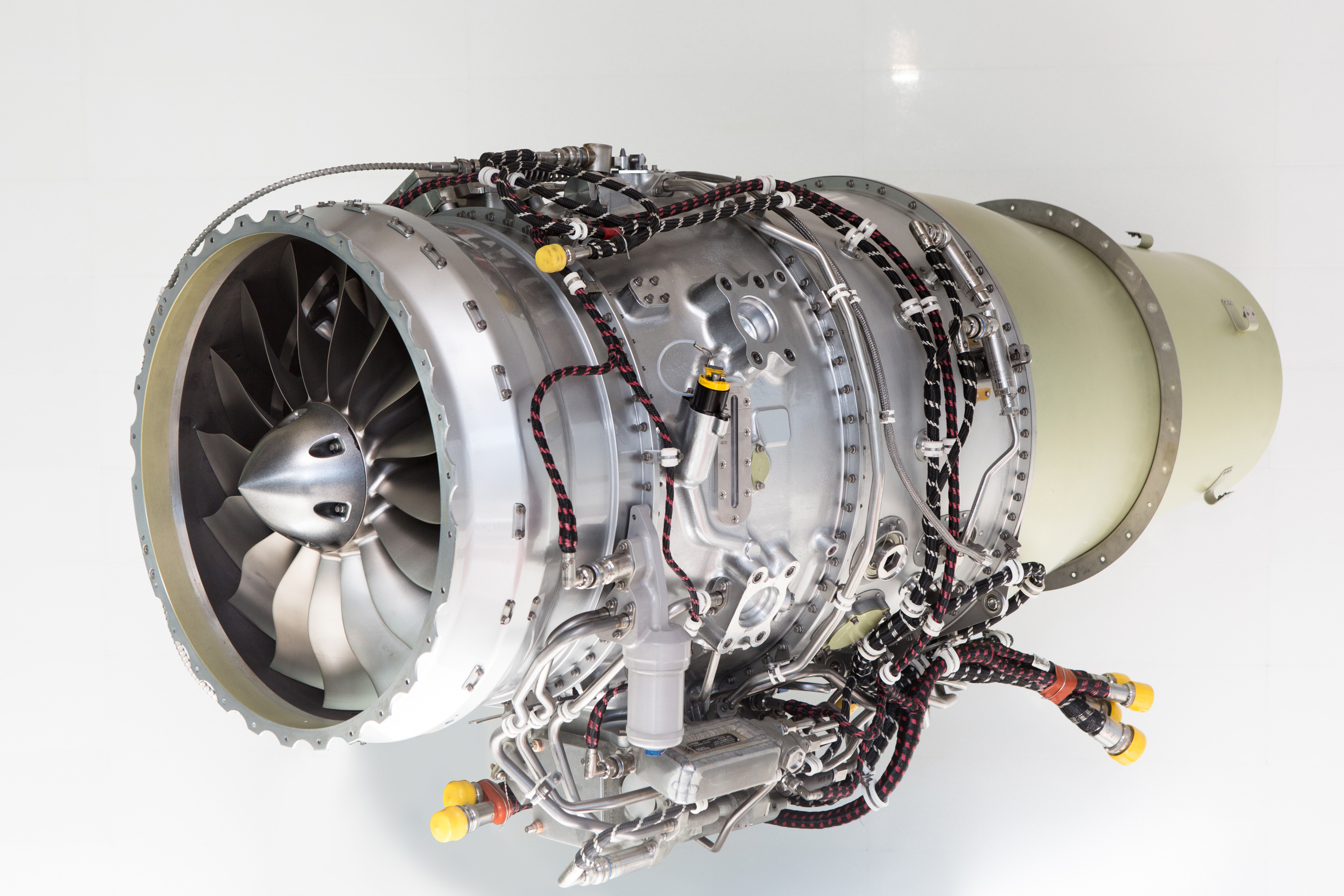
GE Honda HF120 ターボファンエンジン

HF120は小型のターボファンエンジンで、GE・ホンダ・エアロ・エンジン（以下、GEホンダ）によって軽量ビジネスジェット機市場向けに開発された。
GEホンダは当初200基以上の販売を見込んでいたが、実際には2022年時点で500基を超える販売実績となっている。

## 概要
日本の自動車メーカーである本田技研工業（ホンダ）は航空機事業への参入を目指して、当初1999年（平成11年）より小型クラスに属するターボファンエンジン「HF118」の自社開発に着手していた。しかしホンダは航空機エンジン分野には初参入であり、HF118は実績不足のため機体メーカーには採用されなかった。また、米国連邦航空局（FAA）の型式証明をホンダ単独で取得することは難しいという課題を抱えていた。しかし、大型ジェットエンジンの技術とFAA形式認証取得のノウハウを持ち、かつ小型ジェット事業に関心を持っていたゼネラル・エレクトリックがHF118に興味を示し、その結果ホンダとの共同事業化が成功、合弁会社としてGEホンダが設立された。その後、ホンダとGEが共同で作り上げた最初のジェットエンジンが、HF120 ターボファンエンジンである。
実際のエンジンの製造作業やオーバーホールはホンダ子会社のホンダ エアロが行っており、GEホンダは販売及びサポートを担当するという関係になる。

## 歴史
- 1962年（昭和37年） - ガスタービン研究研究室が発足[2]。
- 1971年（昭和46年） - ガスタービン搭載車を試作、その後ガスタービンの開発は一時中断する。
- 1986年（昭和61年） - 和光基礎技術研究センター設立、航空機用小型ガスタービンエンジンの研究が再開される[2]。同年4月に耐熱性の高いセラミックスを燃焼器とタービンに採用した1Xの開発に着手[3]
- 1987年（昭和62）8月 - 1X完成、二重反転式ターボプロップの2.5Xの開発に着手
- 1989年（平成元年）5月 - 2.5Xが完成、アフトファン式の3.5Xの開発に着手
- 1991年に従来の二重反転式ターボプロップから通常のターボファンに路線変更[4]
- 1992年（平成4年）5月 - 3.5Xが完成、同月にHFX-01の開発に着手[2]
- 1995年（平成7年） - アメリカのモハーヴェ砂漠で飛行試験するが、再点火せずに失敗[4]
- 1998年（平成10年）4月 - はHF118-2の開発に着手
- 2000年（平成12年）6月 - HFX-01が完成[3]
- 2002年（平成14年）6月 - HF118-2の初の飛行試験[3]
- 2003年（平成15年）12月 - HF118-2を搭載したホンダジェットが初飛行に成功[4]
- 2004年（平成16年）7月 - 航空機エンジンR&Dセンタが設立され、HF118も完成し、それを原型としてGEと共同でHF120の開発に着手[2]。
- 2013年（平成25年）12月13日 - GEホンダは、HF120がFAAから連邦航空規則 Part33が定める型式認定を取得し、量産に向けたステージに入ったと発表[5][6][7]。
- 2014年（平成26年）5月19日 - GEホンダが、HF120の出荷開始を発表[8]。
- 2015年（平成27年）3月 - FAAから製造証明を取得[9]。FAAがジェットエンジンに対し製造証明を授与するのは23年ぶりとなる[9]。
- 2015年（平成27年）5月18日 - HF120の型式認定取得を欧州航空安全機関(EASA)に届け出たと発表した[10]。
- 2016年（平成28年）5月23日 - 同年4月20日にEASAから型式証明を取得したことを発表した[11]。
- 2017年（平成29年）4月19日 - 文部科学省から「科学技術賞開発部門」を受賞[12]。

## 設計
幅の広い後退角のあるファンを備え、低圧圧縮機は二段軸流式圧縮機、高圧圧縮機は遠心式圧縮機を採用している。燃焼室は反転式、タービンは低圧2段、高圧1段である。高圧タービンには単結晶耐熱合金が使用される。同水準の推力を発生する他社のエンジンに比べて環境に配慮した設計で、小型軽量、低燃費、高耐久性、低騒音、低エミッションである。定格推力は2,095 lbf (9.32 kN)、開発開始の2006年時点では離陸推力2,050 lbf (9.12 kN)の計画で、HondaJetにおいては2,050 lbf (9.12 kN)に調整されている。原型機のHF118はほぼ同じサイズであったが推力は1,670 lbsと小さかった。HF118から重量低減・燃費改善・推力向上を図ったことから完成は2009年までずれ込んだ。推力については、2015年の時点で2,400 lbf (10.7 kN)まで強化する研究が行われている。
2016年の時点で、GEホンダの社長であるスティーブン・シャクナイティス（Steven Shaknaitis）は、次世代エンジンの開発について、「開発のスイートスポットは3 ,000から4,000pound thrustエンジンにある」と答え、「エンブラエル フェノム 300」を筆頭とするLight級が「次の市場である」と語った。

## サポート
HF120の修理・オーバーホール拠点（MRO拠点）としては米国ノースカロライナ州バーリントンにあるホンダ エアロが選定されている。またGEホンダはメーカー保証期間・保証範囲を超えた定期点検・定期交換や故障時の修理・交換を保証する「エンジンメンテナンスケア」（EMC）プログラムをGEホンダ認定サービス拠点を通して提供している。プログラムには、顧客に包括的な保守内容を提供する「EMC2」と、主に部品を提供する「EMC」の2つのコースが設定されている。

## 搭載機
2017年現在HondaJetに搭載されている。他にはスペクトラム S-40 フリーダムに搭載する計画があったが、開発は中断している。
2014年10月21日にはシエラ・インダストリーズと共同でサイテーション525の中古機体のエンジンをHF120に載せ換えて機体の性能改善と価値向上を図る「サファイア・プログラム」を発表したが、当のシエラが2015年11月にイノーバ・エアロスペースに買収された影響で、この話は白紙となった。

## 仕様

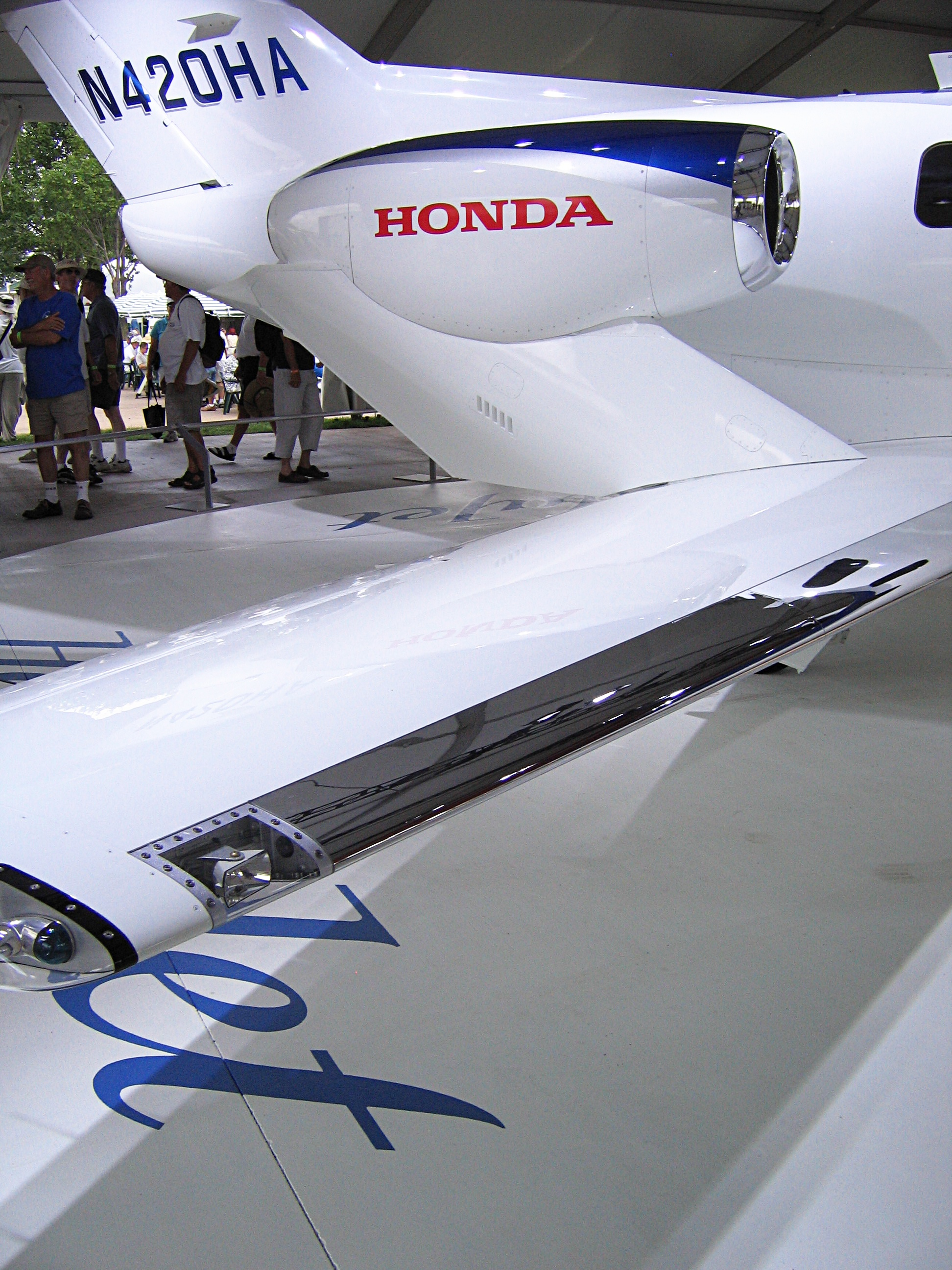
ホンダジェットに搭載されたHF120

一般的特性
- 形式: ターボファン
- 全長: 59.5 in (151 cm)
- 直径: 最大: 25.8 in (65.5 cm)
- 乾燥重量: 211 kg

構成要素
- 圧縮機: 低圧2段軸流式、高圧1段遠心式
- 燃焼器: 反転式
- タービン: 低圧2段、高圧1段

性能
- 推力: 定格推力:2,095 lbf (9.32 kN)[10]
- 全圧縮比（英語版）: 24
- バイパス比: 2.9
- タービン入口温度: 860 ℃
- 燃料消費率: 0.7
- 推力重量比: 5:1
- オーバーホール間隔 :5,000時間